# Kozica, Pljevlja
Kozica este un sat din comuna Pljevlja, Muntenegru. Conform datelor de la recensământul din 2003, localitatea are 153 de locuitori (la recensământul din 1991 erau 256 de locuitori).

## Demografie
În satul Kozica locuiesc 134 de persoane adulte, iar vârsta medie a populației este de 51,3 de ani (49,5 la bărbați și 52,8 la femei). În localitate sunt 66 de gospodării, iar numărul mediu de membri în gospodărie este de 2,32.
Această localitate este populată majoritar de sârbi (conform recensământului din 2003). 
|  |

| Demografie | Demografie | Demografie |
| An         | Locuitori  | Locuitori  |
| ---------- | ---------- | ---------- |
|            |            |            |
|            |            |            |
|            |            |            |
|            |            |            |
| 1948       | 386        |            |
| 1953       | 529        |            |
| 1961       | 622        |            |
| 1971       | 601        |            |
| 1981       | 465        |            |
| 1991       | 256        | 256        |
| 2003       | 153        | 153        |

| \| Componența etnică conform recensământului din 2003[2] \| Componența etnică conform recensământului din 2003[2] \| Componența etnică conform recensământului din 2003[2] \| Componența etnică conform recensământului din 2003[2] \| Componența etnică conform recensământului din 2003[2] \| \| ----------------------------------------------------- \| ----------------------------------------------------- \| ----------------------------------------------------- \| ----------------------------------------------------- \| ----------------------------------------------------- \| \| \| \| \| \| \| \| Sârbi \| Sârbi \| \| 127 \| 83% \| \| Muntenegreni \| Muntenegreni \| \| 26 \| 16,99% \| \| necunoscută \| necunoscută \| \| 0 \| 0% \| |              |  |     |        |
| Componența etnică conform recensământului din 2003 |              |  |     |        |
| |              |  |     |        |
| Sârbi | Sârbi        |  | 127 | 83%    |
| Muntenegreni | Muntenegreni |  | 26  | 16,99% |
| necunoscută | necunoscută  |  | 0   | 0%     |